# Liste des seigneurs de Marolles
 (mai 2022).
- Si vous ne connaissez pas le sujet, laissez ce bandeau (vous pouvez alors contacter les auteurs).
- Si vous supprimez le contenu mis en cause (vous pouvez préalablement contacter les auteurs),

argumentez précisément cette suppression dans la page de discussion
(un manque de référence n'est pas un argument ; une recherche réelle de référence doit avoir été effectuée, être formellement documentée).
Les seigneurs de Marolles sont des seigneurs féodaux, originaires du comté de Champagne dans le royaume de France.

## Origines
Les origines de la première famille de Marolles ne sont pas bien connues mais elle est fort ancienne et semble avoir été très tôt apparentée avec celle de Villemaur.

## Généalogie

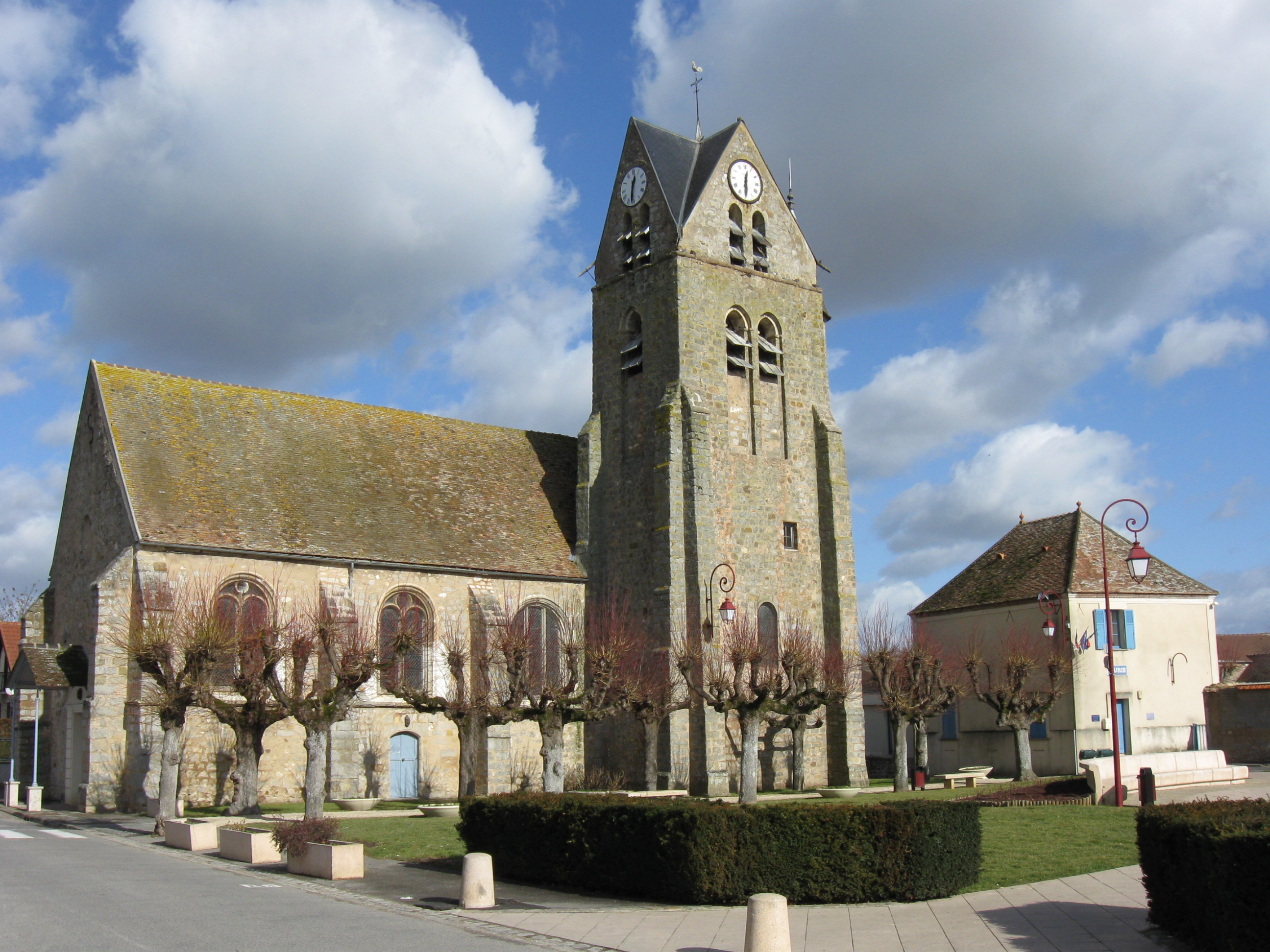
Église Saint-Germain-de-Paris de Marolles-sur-Seine, dont la construction a démarré au XIIIe siècle.

### Famille de Marolles
- Hilduin Ier de Marolles ou Hilduin Ier de Villemaur, premier seigneur de Marolles connu et dont une sœur prénommée Ermengarde aurait épousé d'Hugues III seigneur de Vendeuvre. Il épouse Adélaïde, dame de Villemaur, avec qui il a au moins trois enfants[1] :
  - Manassès Ier de Villemaur, qui hérite de la seigneurie de Villemaur ;
  - Hilduin II de Marolles, qui hérite de la seigneurie de Marolles, qui suit ;
  - Tescelin de Villemaur, dit le Borgne, qui hérite d'une part de la seigneurie de Villemaur.

- Hilduin II de Marolles, mort après 1121, seigneur de Marolles à la mort de son père. Il épouse une femme prénommée Marguerite mais dont le nom de famille est inconnu, dont il a au moins quatre enfants[1] :
  - Hilduin III de Marolles, qui suit ;
  - Eudes de Marolles, cité en 1140, probablement mort avant son frère aîné et sans héritier ;
  - Gui de Marolles, chevalier qui meurt vers 1148 durant la deuxième croisade. Il épouse vers 1132 Isabelle, dame de Nangis et d’ascendance royale, morte en 1192 et qui épousera en secondes noces Anseau II de Venezy, dont il a au moins une fille :
    - Alpaïs de Marolles, dame de Courtry, qui épouse Josselin, vicomte de Melun, d'où postérité ;

  - une fille, qui suit après son frère.

- Hilduin III de Marolles, mort après 1144, seigneur de Marolles à la mort de son père. Probablement mort sans héritier alors qu'il participait à la deuxième croisade.

- Dame de Marolles, dont le prénom est inconnu. Elle épouse probablement Renaud, seigneur de Pougy, avec qui elle a au moins cinq enfants :
  - Eudes de Pougy, qui suit ;
  - Renaud de Pougy, chevalier, qui épouse Madeleine de Toucy, dame de Fontaines, fille d'Ithier III de Toucy et d'Élisabeth de Joigny ;
  - Manassès de Pougy, chanoine, puis prévôt et enfin évêque de Troyes de 1181 à sa mort en 1190 ;
  - Pierre de Pougy, seigneur de Joncreuil ;
  - Hugues de Pougy, qui épouse Desirade de Champlay, dame de Champlay, fille de Joscelin de Champlay et de son épouse Alise, dont il aurait deux enfants :
    - Hugues de Pougy, seigneur de Champlay, père de Girard de Pougy, chanoine à Troyes puis curé de Morvilliers en 1241 ;
    - Gauthier de Pougy, archidiacre de Troyes puis probablement évêque de Nevers de 1196 à 1202.

### Famille de Pougy
- Eudes de Pougy († vers 1169), seigneur de Pougy et de Marolles à la mort de son père ainsi que connétable de Champagne. Il participe à la deuxième croisade avec le comte Henri Ier de Champagne. Il épouse Élisabeth de Joigny, dame de Champlay, probablement la fille de Renard III, comte de Joigny, et de Wandalmode de Beaujeu, veuve d'Ithier III, seigneur de Toucy, dont il a trois enfants[2] :
  - Renaud II Pougy, qui succède à son père ;
  - Henri de Pougy, cité dans une charte de 1169 ou après ;
  - Pierre de Pougy, cité dans une charte de 1203.

- Renaud II de Pougy († vers 1205), seigneur de Pougy et de Marolles à la mort de son père. Il épouse Ode de Noyers, dame de Lagesse, fille de Miles IV de Noyers, seigneur de Noyers, et de son épouse Adeline de Chappes, dont il a quatre enfants :
  - Milon de Pougy, qui succède à son père ;
  - Manassès de Pougy, qui succède à son frère comme seigneur de Pougy uniquement ;
  - Guy de Pougy, chanoine à Beauvais ;
  - Ermengarde de Pougy, qui épouse Érard d'Aulnay, fils d'Érard Ier d'Aulnay et d'Adeline d'Arzillières.

- Milon de Pougy († vers 1218), seigneur de Pougy et de Marolles à la mort de son père. Il épouse Élisabeth de Brienne, dame de Saint-Valérien, fille d'André de Brienne, seigneur de Ramerupt, et d'Adélaïde de Venizy, dont il a une ou deux filles :
  - Agnès de Pougy, qui épouse Jean Ier de Vendeuvre, seigneur de Vallery, fils de Bouchard de Vendeuvre et de Mahaut de Roucy, dont elle a cinq enfants.
  - Ode de Pougy, dame de Marolles, qui suit.

- Ode de Pougy, dame de Marolles, qui épouse Hugues de Vendeuvre-Vallery, fils de Bouchard de Vendeuvre et de Mahaut de Roucy, et frère de Jean Ier de Vendeuvre-Vallery ci-dessus (les deux sœurs épousent les deux frères !), dont elle a au moins deux enfants. Il s'agit probablement de la même personne qu'Ode de Pougy, abbesse de Notre-Dame-aux-Nonnains de Troyes en 1264 avant d'être démise et excommuniée par le pape en 1272.
  - Eudes de Vallery, qui suit.
  - une fille (Agnès ? Ode ?), qui suit après son frère.
  - Ode de Vallery, peut-être la même que la précédente ; son anniversaire est célébré en ladite abbaye.N-D-aux Nonnains de Troyes.

### Famille de Vendeuvre, dite de Vallery
- Eudes de Vallery, cité en 1263 ou 1264, probablement co-seigneur de Marolles après son père. Il épouse une femme dont le nom est inconnu, veuve de Gui d'Aulnay, mais n'a pas de postérité.

- Dame de Vallery, dame de Marolles, qui épouse Hugues, seigneur de Thianges, dont elle a au moins deux enfants :
  - Érard de Thianges, qui suit ;
  - Guy de Thianges.

### Famille de Thianges
- Érard de Thianges, mort en 1316, seigneur de Marolles après sa mère.